# پی‌دی: دزدی
پی‌دی: دزدی (انگلیسی: Payday: The Heist) یک بازی ویدئویی گروهی تیراندازی اول شخص می‌باشد گه توسط اورکیل سافتور طراحی و توسط دیبرک گیمز انتشار یافته‌است. این بازی در ۱۸ اکتبر ۲۰۱۱ برای پلی‌استیشن ۳ در آمریکای شمالی و ۲ نوامبر در اروپا منتشر شد. در ۲۰ اکتبر برای ویندوز از طریق استیم منتشر شد.

## گیم‌پلی
در پی‌دی: دزدی، بازیکنان از انواع سلاح‌های گرم برای تکمیل اهداف استفاده می‌کنند و (معمولاً حول دزدیدن یک شی، شخص یا مقدار خاصی پول) متمرکز می‌شوند.